# Lucy Dahl
Lucy Dahl Neal (4 d'agost de 1965) és una guionista anglesa i filla de l'escriptor britànic Roald Dahl i de l'actriu nord-americana Patricia Neal. Dahl va escriure el guió de Wild Child i ser assessora de la pel·lícula Charlie i la fàbrica de xocolata, basada en el llibre homònim del seu pare. També col·labora en el diari digital sobre alimentació i vi Zester Daily. Dahl està divorciada i té dos fills, Phoebe Patricia Rose Dahl i Chloe Dahl.